# Nicolás Orsini
Pour les articles homonymes, voir Orsini.
Nicolás Orsini est un footballeur argentin né le 12 septembre 1994 à Morteros. Il évolue au poste d'attaquant au CA Platense, en prêt de Boca Juniors.

## Biographie
Nicolás Orsini joue en Argentine, en Corée du Sud, en Autriche et au Japon.
Il dispute avec le club de l'Atlético de Rafaela, 30 matchs en première division argentine, inscrivant trois buts.